# Prostitute Disfigurement
Prostitute Disfigurement ist eine Brutal-Death-Metal-Band aus Veldhoven in den Niederlanden, die im Jahre 2000 gegründet wurde.

## Bandgeschichte
Prostitute Disfigurement begannen als Dreiergespann, ohne einen Schlagzeuger, unter dem Namen Disfigure und brachten ein gleichnamiges Demo-Album heraus. Nach ihrem zweiten Konzert und dem Einstieg eines weiteren Gitarristen, bekamen sie einen Vertrag beim niederländischen Label Dismemberment Records. Sie änderten ihren Namen in Prostitute Disfigurement und veröffentlichten im Oktober 2001 ihr erstes Album Embalmed Madness, wofür sie einen Drumcomputer benutzten, in einer Auflage von 1000 Stück. Später wurde das Album von dem Label Unmatched Brutality wiederveröffentlicht.
2003 konnten Prostitute Disfigurement beim deutschen Musiklabel Morbid Records unterschreiben und brachten im August 2003 ihr zweites Album Deeds of Derangement heraus, diesmal mit einem Schlagzeuger. Danach waren Prostitute Disfigurement viel auf Tour, traten auf Festivals wie Obscene Extreme, Morbid Festival und dem Rotterdam Deathfest auf. Sie standen dabei auf der Bühne mit Bands wie Suffocation, Exhumed und Gorerotted.
Im Juni 2005 brachten sie dann auf Neurotic Records ihr drittes Album Left in Grisly Fashion heraus. Das Album enthielt Gastauftritte von Mitgliedern der Bands Disavowed, Arsebreed und Pyaemia. 2005 bis 2006 gaben Prostitute Disfigurement Konzerte in ganz Europa, von Skandinavien bis nach Italien, von Großbritannien bis nach Ungarn, unter anderem mit Vomitory und Rotten Sound sowie Deicide und Wykked Witch.
2008 erschien das bis dato vorletzte Album der Band Descendants of Depravity, das ebenfalls als limitierte Version mit einer Live-DVD mitgeschnitten im Dynamo Club in Eindhoven 2007. Das Album wurde von Andy Classen produziert.

## Musikstil
Prostitute Disfigurement begann als Slam-Death-Metal-Gruppe. Frontmann Niels Adams bediente sich tiefer Pig Squeals, während die restlichen Bandmitglieder mehr oder weniger eintönigen Slam Death spielten. Dies änderte sich jedoch spätestens mit dem 2008 erschienenen „Descendants Of Depravity“, welches den Wechsel vom Slam Death zum Brutal Death nun endgültig vollführte. Statt tiefen Squeals, folgten nun tiefe Growls, während die Band einen deutlich schnelleren und technischeren Stil spielte.

## Diskografie
- 2000: Disfigure (Demo)
- 2001: Embalmed Madness (Dismemberment)
- 2003: Deeds of Derangement (Morbid Records)
- 2005: Left in Grisly Fashion (Neurotic Records)
- 2008: Descendants of Depravity (Album/limitierte Auflage mit Live-DVD, Neurotic Records)
- 2014: From Crotch To Crown (Willowtip)
- 2019: Prostitute Disfigurement (Rising Nemesis Records)